# 井邊巷

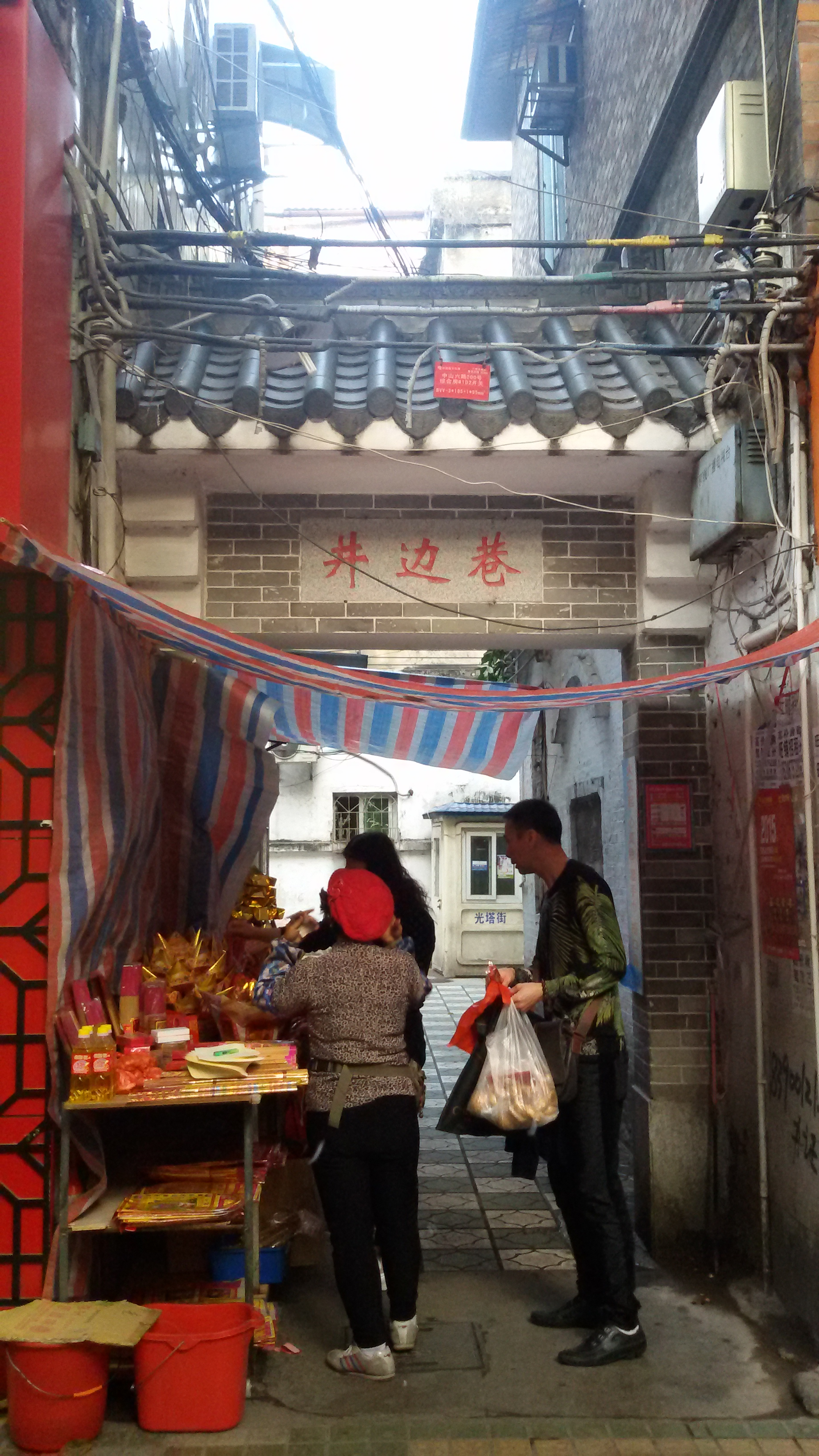
现在的井邊巷。以前元妙觀所指的「蘇井」（於1949年填平）曾在此街中

井邊巷，曾叫井頭巷，是中國廣東省廣州市的一條街道，範圍在越秀區的光孝路到西門口。該街為死巷，路形如「丫」字。明朝羊城八景中的「元妙觀」就在此附近。

## 公共交通
- 广州地铁1号线西門口站

均在鄰近井邊巷位置設有出口。